# William Harper
William Harper, född 17 januari 1790 på Antigua, död 10 oktober 1847 i Fairfield District (numera Fairfield County), South Carolina, var en amerikansk politiker och jurist. Han representerade delstaten South Carolina i USA:s senat från mars till november 1826.
Harper utexaminerades 1808 från South Carolina College (numera University of South Carolina). Han studerade sedan medicin för en tid och fortsatte därefter med studier i juridik. Han inledde 1813 sin karriär som advokat i Columbia.
Harper flyttade 1818 till Missouri och deltog i Missouris konstitutionskonvent år 1821. Han flyttade 1823 tillbaka till South Carolina. Senator John Gaillard avled 1826 i ämbetet och efterträddes av Harper. Han var en anhängare av Andrew Jackson. Harper efterträddes senare samma år av William Smith.
Harper gravsattes i Fairfield District.